# Ammospermophilus
Ammospermophilus é um gênero de roedores da família Sciuridae.

## Espécies
- Ammospermophilus harrisii (Audubon & Bachman, 1854)
- Ammospermophilus insularis Nelson & Goldman, 1909
- Ammospermophilus interpres (Merriam, 1890)
- Ammospermophilus leucurus (Merriam, 1889)
- Ammospermophilus nelsoni (Merriam, 1893)